# MLB All-Star Game 1940
MLB All-Star Game 1940 – 8. Mecz Gwiazd ligi MLB, który rozegrano 8 lipca 1940 roku na stadionie Sportsman's Park w St. Louis. Mecz zakończył się zwycięstwem National League All-Stars 4–0. Spotkanie obejrzało 32 373 widzów.

## Wyjściowe składy
| American League | American League | American League | American League | National League | National League  | National League | National League |
| #               | Zawodnik        | Klub            | Pozycja         | #               | Zawodnik         | Klub            | Pozycja         |
| --------------- | --------------- | --------------- | --------------- | --------------- | ---------------- | --------------- | --------------- |
| 1               | Cecil Travis    | Senators        | 3B              | 1               | Arky Vaughan     | Pirates         | SS              |
| 2               | Ted Williams    | Red Sox         | LF              | 2               | Billy Herman     | Cubs            | 2B              |
| 3               | Charlie Keller  | Yankees         | RF              | 3               | Max West         | Braves          | RF              |
| 4               | Joe DiMaggio    | Yankees         | CF              | 4               | Johnny Mize      | Cardinals       | 1B              |
| 5               | Jimmie Foxx     | Red Sox         | 1B              | 5               | Ernie Lombardi   | Reds            | C               |
| 6               | Luke Appling    | White Sox       | SS              | 6               | Joe Medwick      | Dodgers         | LF              |
| 7               | Bill Dickey     | Yankees         | C               | 7               | Cookie Lavagetto | Dodgers         | 3B              |
| 8               | Joe Gordon      | Yankees         | 2B              | 8               | Terry Moore      | Cardinals       | CF              |
| 9               | Red Ruffing     | Yankees         | P               | 9               | Paul Derringer   | Reds            | P               |

| American League                                                                                 | 0 | 0 | 0 | 0 | 0 | 0 | 0 | 0 | 0 | 0 | 3 | 1 |
| National League                                                                                 | 3 | 0 | 0 | 0 | 0 | 0 | 0 | 1 | X | 4 | 7 | 0 |
| WP: Paul Derringer (1–0) LP: Red Ruffing (0–1) SV: Carl Hubbell (1) Home runy: NL: Max West (1) |   |   |   |   |   |   |   |   |   |   |   |   |

## Składy
| Miotacze - Paul Derringer (4) - Larry French (1) - Kirby Higbe (1) - Carl Hubbell (7) - Hugh Mulcahy (1) - Bucky Walters (3) - Whit Wyatt (2) Łapacze - Ernie Lombardi (5) - Harry Danning (3) - Babe Phelps (3) |  | Wewnątrzpolowi - Johnny Mize (3) - Billy Herman (7) - Cookie Lavagetto (3) - Arky Vaughan (7) - Frank McCormick (3) - Pete Coscarart (1) - Leo Durocher (3) - Billy Jurges (3) - Eddie Miller (1) Zapolowi - Joe Medwick (7) - Terry Moore (2) - Max West (1) - Jo-Jo Moore (6) - Hank Leiber (2) - Bill Nicholson (1) - Mel Ott (7) |  | Menadżer - Bill McKechnie Trenerzy - Casey Stengel - Doc Prothro |

| Miotacze - Red Ruffing (4) - Tommy Bridges (6) - Bob Feller (3) - Dutch Leonard (1) - Al Milnar (1) - Bobo Newsom (3) - Monte Pearson (2) Łapacze - Bill Dickey (7) - Frankie Hayes (2) - Rollie Hemsley (4) |  | Wewnątrzpolowi - Jimmie Foxx (8) - Joe Gordon (2) - Cecil Travis (2) - Luke Appling (3) - George McQuinn (2) - Ray Mack (2) - Ken Keltner (1) - Red Rolfe (2) - Lou Boudreau (1) Zapolowi - Ted Williams (1) - Joe DiMaggio (5) - Charlie Keller (1) - Doc Cramer (4) - Lou Finney (1) - Hank Greenberg (4) - Bob Johnson (4) |  | Menadżer - Joe Cronin Trenerzy - Tom Daly - Del Baker |

- W nawiasie podano liczbę występów w All-Star Game.